# Novelsis picta
Novelsis picta är en skalbaggsart som beskrevs av Thomas Casey 1900. Novelsis picta ingår i släktet Novelsis och familjen ängrar. Inga underarter finns listade i Catalogue of Life.